# Plaza de la Liberación (Guadalajara)
La Plaza de la Liberación, sitio céntrico de la ciudad de Guadalajara, Jalisco, México, nació de la demolición de dos manzanas que existían desde la época virreinal.
Se encuentra en el centro, rodeada por las calles Morelos, Degollado, Hidalgo y Liceo. Forma parte de la cruz de plazas del centro histórico, junto a la Plaza de Armas, la Plaza Guadalajara y la Rotonda de los Jaliscienses Ilustres. En su entorno se encuentran varios de los principales monumentos y puntos de interés: la Catedral Metropolitana, el Museo Regional, el Palacio Legislativo (sede del Congreso del Estado), el Teatro Degollado y el Palacio de Gobierno. Por estar rodeada de las sedes de los poderes estatales, es también conocida como la Plaza de los Tres Poderes.

## Descripción actual
| Características de la Plaza de la Liberación    |                                                                       |
| Forma:                                          | Aproximadamente la de un rectángulo.                                  |
| Superficie:                                     | Año 2022: 10 064 m²                                                   |
| Obras de arte:                                  | Monumento a Miguel Hidalgo y Costilla (Díaz Morales 1952)             |
| Infraestructura y equipamiento:                 | Iluminación, bancos, 2 fuentes de agua, asta con la bandera mexicana. |
| Especies arbóreas:                              | Delonix regia, entre otras                                            |
| Otras características:                          |                                                                       |
| Imagen de Plaza de la Liberación en Google Maps |                                                                       |

### La plaza hoy en día

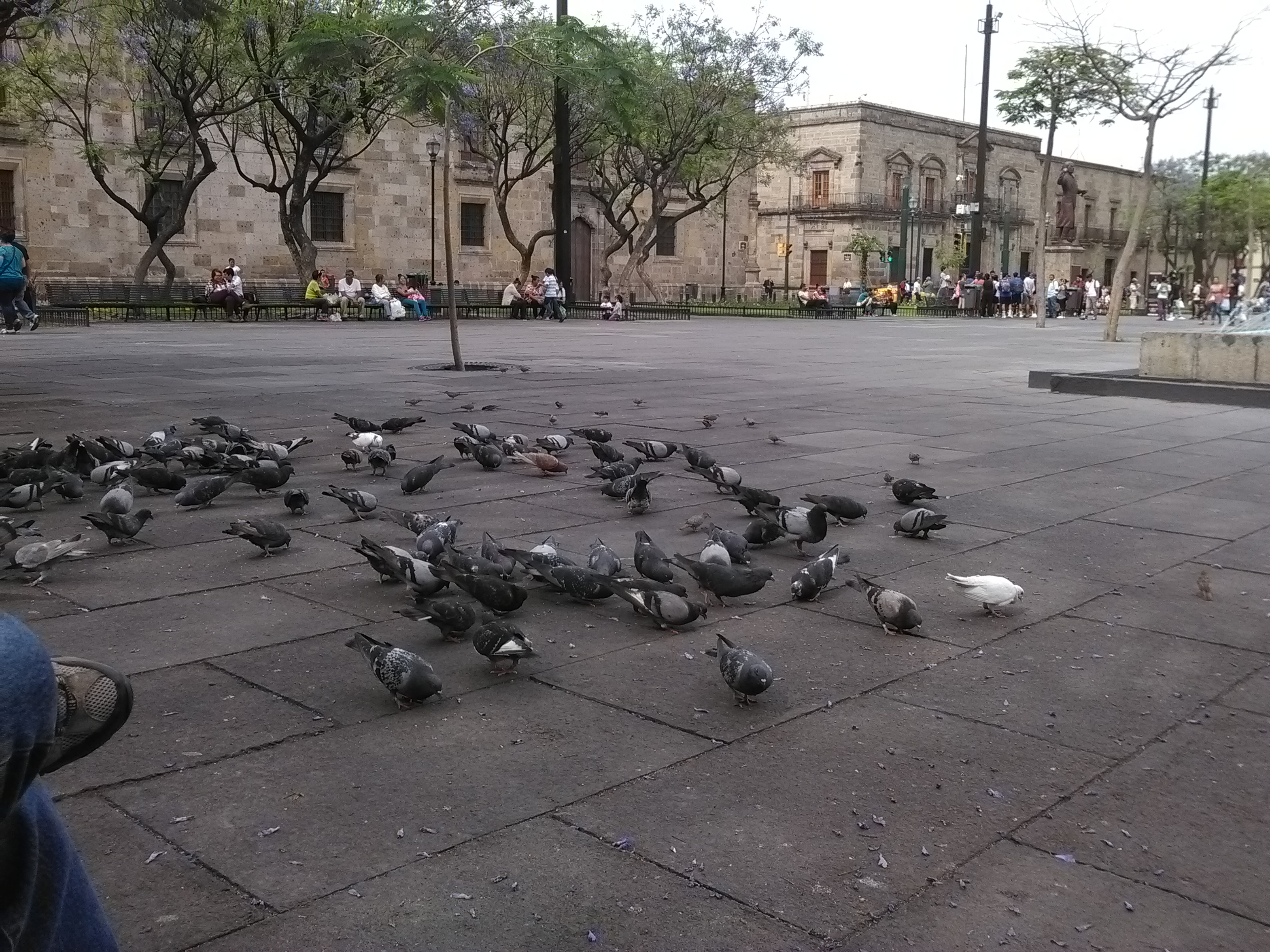
Palomas en la plaza.

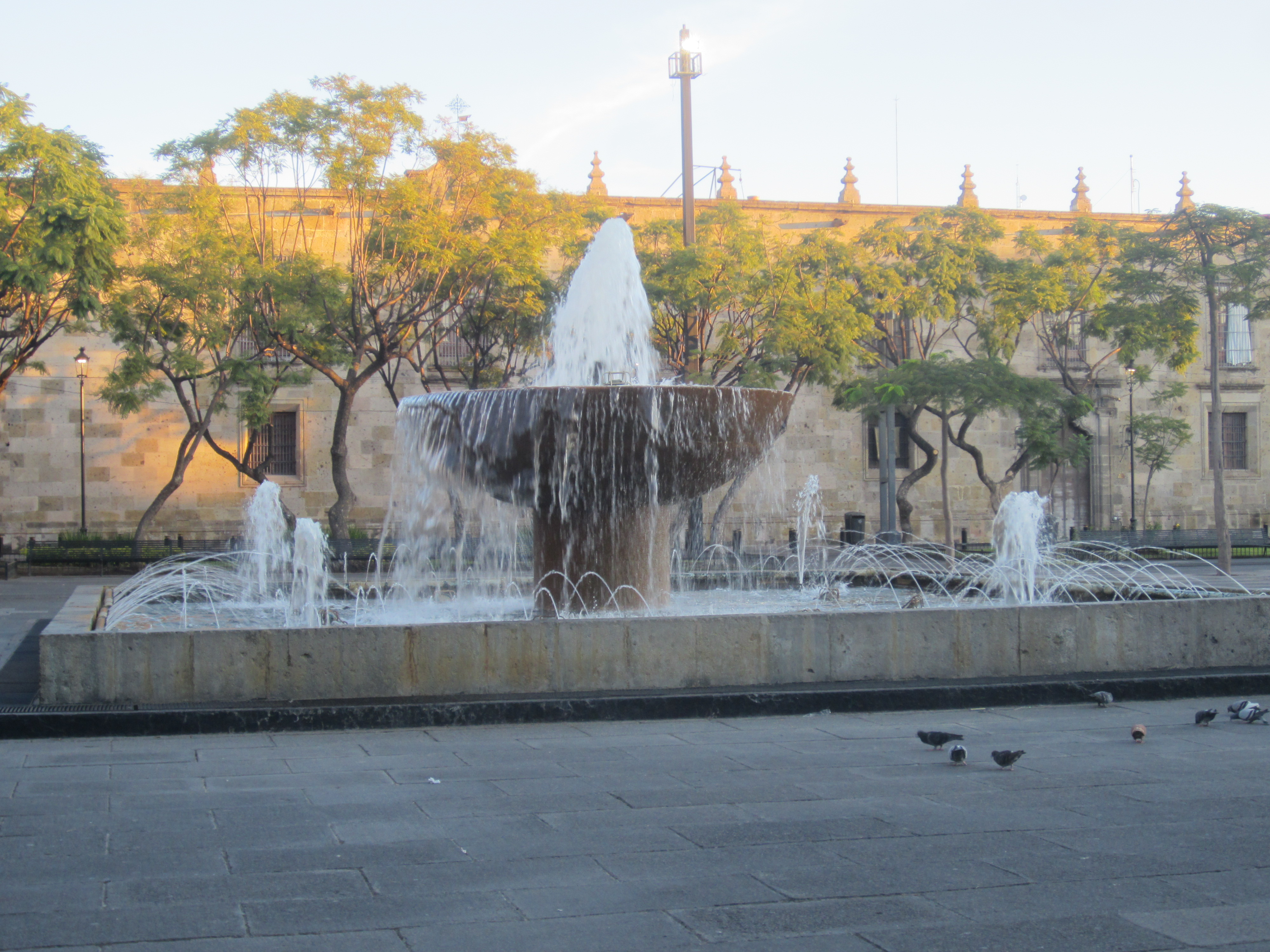
Fuentes instaladas en la plaza.

En cuanto a la vegetación, destaca la especie de árboles de tabachín de varios colores. Hay varias zonas ajardinadas y arboladas. La plaza cuenta con bancos metálicas y dos fuentes de agua. Por esas dos fuentes enormes la plaza es conocida coloquialmente como la Plaza de las Dos Copas.
Una estatua de Miguel Hidalgo y Costilla está instalada en el lado norte de la plaza. Hidalgo aparece enfurecido, rompiendo las cadenas de la esclavitud e instando a la libertad. La estatua de bronce mide 4 metros de altura y fue diseñada por Ignacio Díaz Morales. Fue inaugurado en 1952 junto a la plaza.

### El entorno
| Lado Este                            |                        |                        |                        |                       |
| Lado Norte                           |                        |                        |                        | Lado Sur              |
| Palacio de Justicia                  | Teatro Degollado       | Teatro Degollado       | Teatro Degollado       | Templo de San Agustín |
| Palacio Legislativo                  | PLAZA DE LA LIBERACIÓN | PLAZA DE LA LIBERACIÓN | PLAZA DE LA LIBERACIÓN | Museo de Cera         |
| Museo Regional                       | PLAZA DE LA LIBERACIÓN | PLAZA DE LA LIBERACIÓN | PLAZA DE LA LIBERACIÓN | Palacio de Gobierno   |
| Rotonda de los Jaliscienses Ilustres | Catedral Metropolitana | Catedral Metropolitana | Catedral Metropolitana | Plaza de Armas        |
| Lado Oeste                           |                        |                        |                        |                       |

Algunos de los más importantes edificios en los alrededores de la plaza son:
- Catedral Metropolitana: La construcción de la iglesia se realizó en conjunto con la fundación de la ciudad. En 1561 comenzó su construcción, siendo finalizada en 1618. A mediados del siglo XIX, Manuel Gómez Ibarra diseñó las dos torres que ahora coronan la catedral.[4]
- Teatro Degollado: Edificio que data del siglo XIX, es escenario habitual de recitales, conciertos, espectáculos de danza clásica y contemporánea. Es la sede de la Orquesta Filarmónica de Jalisco.[5][6][7]
- Palacio de Gobierno: Sitio de eventos importantes en la historia mexicana. Desde 1790 albergaba las salas de la Real Audiencia de Guadalajara. Fue ahí donde Miguel Hidalgo y Costilla expidió el decreto contra la esclavitud, las gabelas y el papel sellado, donde declaró abolida la esclavitud en la Nueva España. Hoy en día funciona como sede del poder ejecutivo estatal.[8]
- Museo Regional: El más importante de dicha ciudad, se dedica a la historia de Jalisco desde la prehistoria hasta la Revolución mexicana. Finalizado en 1758, en la época virreinal era Colegio-Seminario del Señor San José.[9]
- Palacio Legislativo: Es la sede del Congreso del Estado de Jalisco. En la época virreinal el edificio era sede de la Real Fábrica de Tabaco en Guadalajara.[10]
- Palacio de Justicia: Es la sede del poder judicial estatal. Era el claustro principal del ex convento y Templo de Santa María de Gracia, el más grande de toda Nueva Galicia.[11]
- Templo de San Agustín: Es un templo barroco del siglo XIX que fue parte del importante convento de la Orden de San Agustín.
- Museo de Cera: Inaugurado en 1994, cuenta con 12 salas y más de 130 figuras de cera.[12]